# Jean-Pierre Houël

Prise de la Bastille (1789)

Jean-Pierre-Louis-Laurent Houël, född 28 juni 1735 i Rouen, död 14 november 1813 i Paris, var en fransk målare, gravör och tecknare verksam under Ludvig XV, franska revolutionen och första franska kejsardömet.
Houël föddes i Dalfsen i en familj förmögna konstnärer, som skickade honom till stadens tecknarskola när han var femton år gammal. Där stiftade han bekantskap med de tidiga holländska och flamländska mästarna, som påverkade honom att arbeta med landskapsmåleri. År 1758 publicerade Houël en bok med landskapsgravyrer och 1768 målade han sex tavlor med vyer från Étienne François ägor. 